# Bukovský potok (přítok Lužnice)
Bukovský potok je vodní tok v Jihočeském kraji, je levostranným přítokem Lužnice. Potok měří 11 km na délku a plocha povodí činí 86,9 km².

## Průběh toku

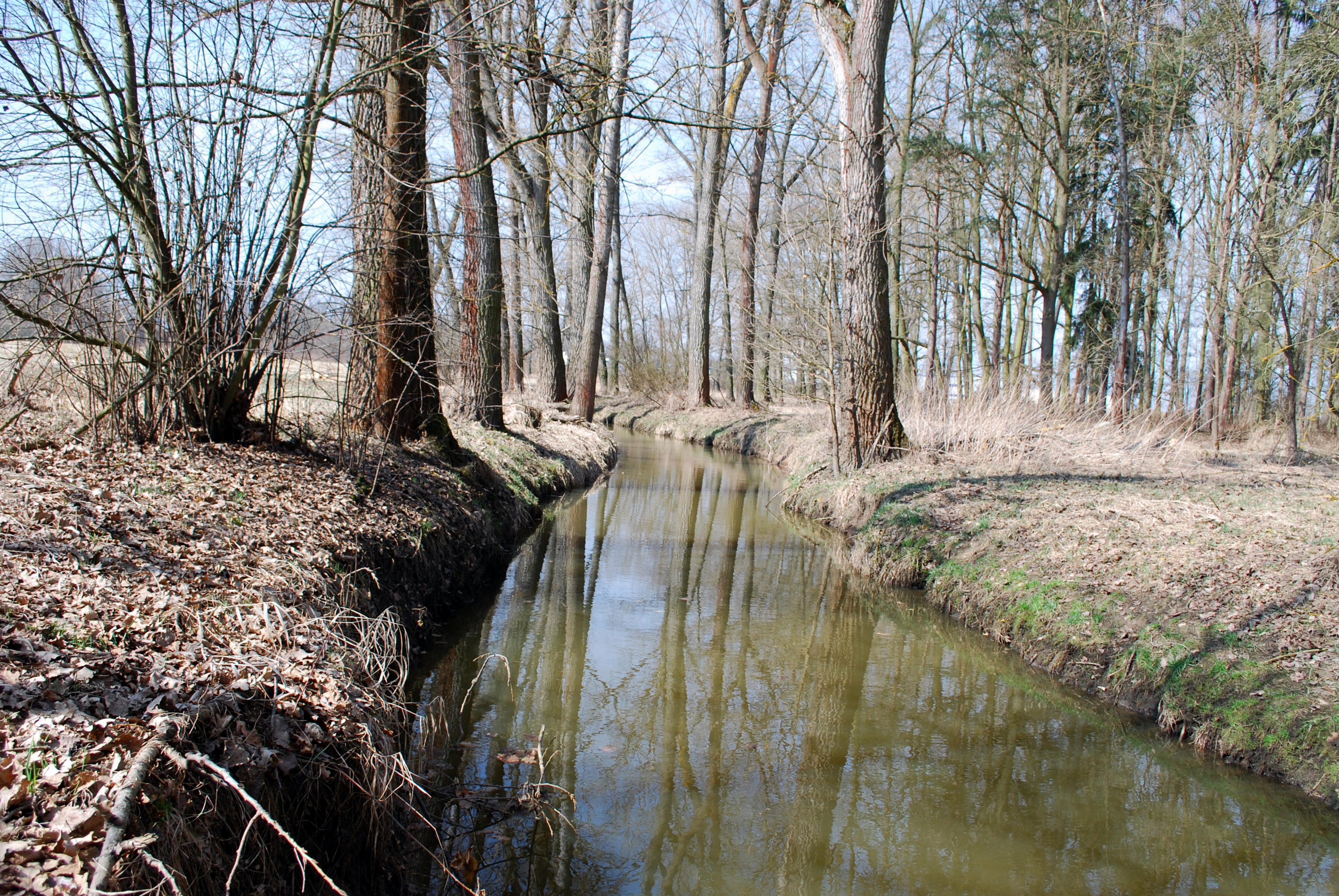
Bukovský potok před soutokem s Lužnicí

Potok pramení u Dolního Bukovska v nadmořské výšce 470 m n. m. Teče směrem na západ přes Sedlíkovice (kde přibírá dva přítoky) k Horusickému rybníku (3. největší rybník v ČR), kde přibírá Bošilecký potok. Za výtokem z rybníka 200 metrů před ústím do Lužnice přibírá zprava Zlatou Stoku. Následně ústí zleva do Lužnice.

### Větší přítoky
- Bošilecký potok (P) – napájí Bošilecký rybník
- Zlatá Stoka (P) – umělý kanál z Lužnice

## Zajímavá místa
V obci Dolní Bukovsko v části Bzí se nachází čtyřkřídlý zámek a kostel Narození Panny Marie.
V Bošilci a okolí je kostel sv. Martina, Horusický a Bošilecký rybník.